# Vittorio Giardino
Vittorio Giardino (Bolonya, 24 de desembre de 1946) és un dibuixant de còmic italià, considerat un dels mestres del gènere policíac (Sam Pezzo, Max Fridman), tot i que també n'ha cultivat d'altres, com l'eròtic (Little Ego). Tot i que el 1969 es va graduar en enginyeria electrònica, als 31 anys va abandonar la seva professió per dedicar-se al còmic.

## Obres
- Pax Romana (1978)
- Da territori sconosciuti (1978)
- Ritorno felice (1978)
- La Predella di Urbino (1978)
- Encomiendero (1978)
- Un cattivo affare (1978)
- Sam Pezzo: Piombo di mancia (1979)
- Sam Pezzo: Nessuno ti rimpiangerà (1979)
- Sam Pezzo: Risveglio amaro (1980)
- Sam Pezzo: La trappola (1979)
- Sam Pezzo: Merry Christmas (1980)
- Sam Pezzo: L'ultimo colpo (1980)
- Sam Pezzo: Juke box (1981)
- Max Fridman: Rapsodia Ungherese (1982)
- Sam Pezzo: Shit City (1982)
- Sam Pezzo: Nightlife (1983)
- L'ultimatum (1983)
- C'era una volta in America (1984)
- A Carnevale... (1984)
- Circus (1984)
- A Nord-Est di Bamba Issa (1984)
- Max Fridman: La Porta d'Oriente (1985)
- Little Ego (1985-1989)
- Umido e Lontano (1987)
- Sotto falso nome (1987)
- Candidi segreti (1988)
- Safari (1988)
- Fuori stagione (1988)
- Quel brivido sottile (1988)
- Il ritrovamento di Paride (1988)
- Little Ego: Beduini (1989)
- La terza verità (1990)
- Jonas Fink: L'infanzia (1991)
- Vecchie volpi (1993)
- La rotta dei sogni (1993)
- Troppo onore (1993)
- Restauri (1992)
- Il maestro
- Isola del mito (2000)
- Jonas Fink: L'adolescenza (1998)
- Max Fridman: No Pasaràn (1999)
- Max Fridman: Rio de Sangre (2002)
- Max Fridman: Sin ilusión (2008)